# Gräben

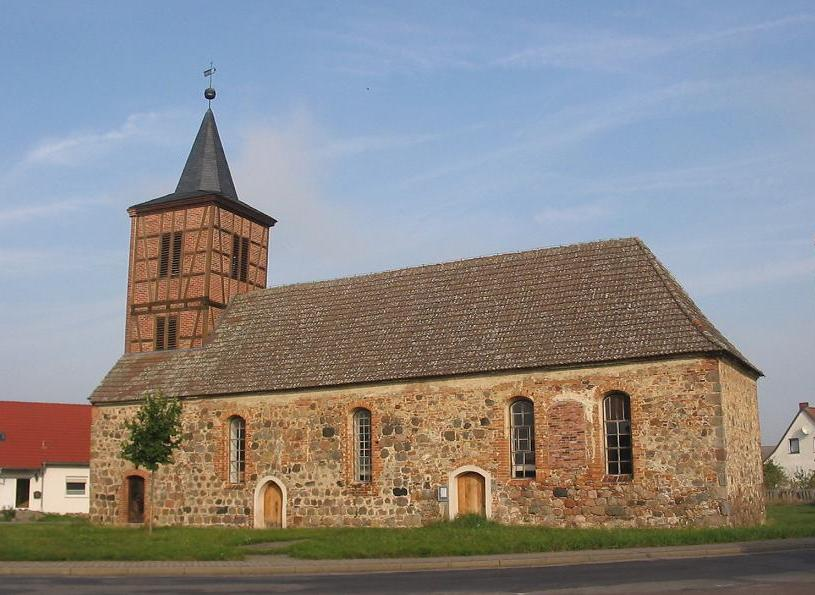
Dorfkirche Gräben

Gräben ist eine Gemeinde im Landkreis Potsdam-Mittelmark in Brandenburg. Sie gehört dem Amt Ziesar an.

## Geographie
Gräben liegt am Fluss Verlorenwasser am flach abfallenden Nordhang des Flämings etwa 80 km westlich von Berlin. Die Städte Bad Belzig und Brandenburg an der Havel sind jeweils 20 Kilometer entfernt. Im Westen fließt die Buckau durch den Gräbener Ortsteil Rottstock.

## Gemeindegliederung
Gräben besteht aus dem Kernort Gräben, dem Ortsteil Rottstock sowie dem Gemeindeteil Dahlen. Wohnplätze der Gemeinde sind Grünehaus, Klitzmühle, Krug und Struvenberg.
Rottstock wurde am  26. Oktober 2003 eingemeindet.

## Geschichte

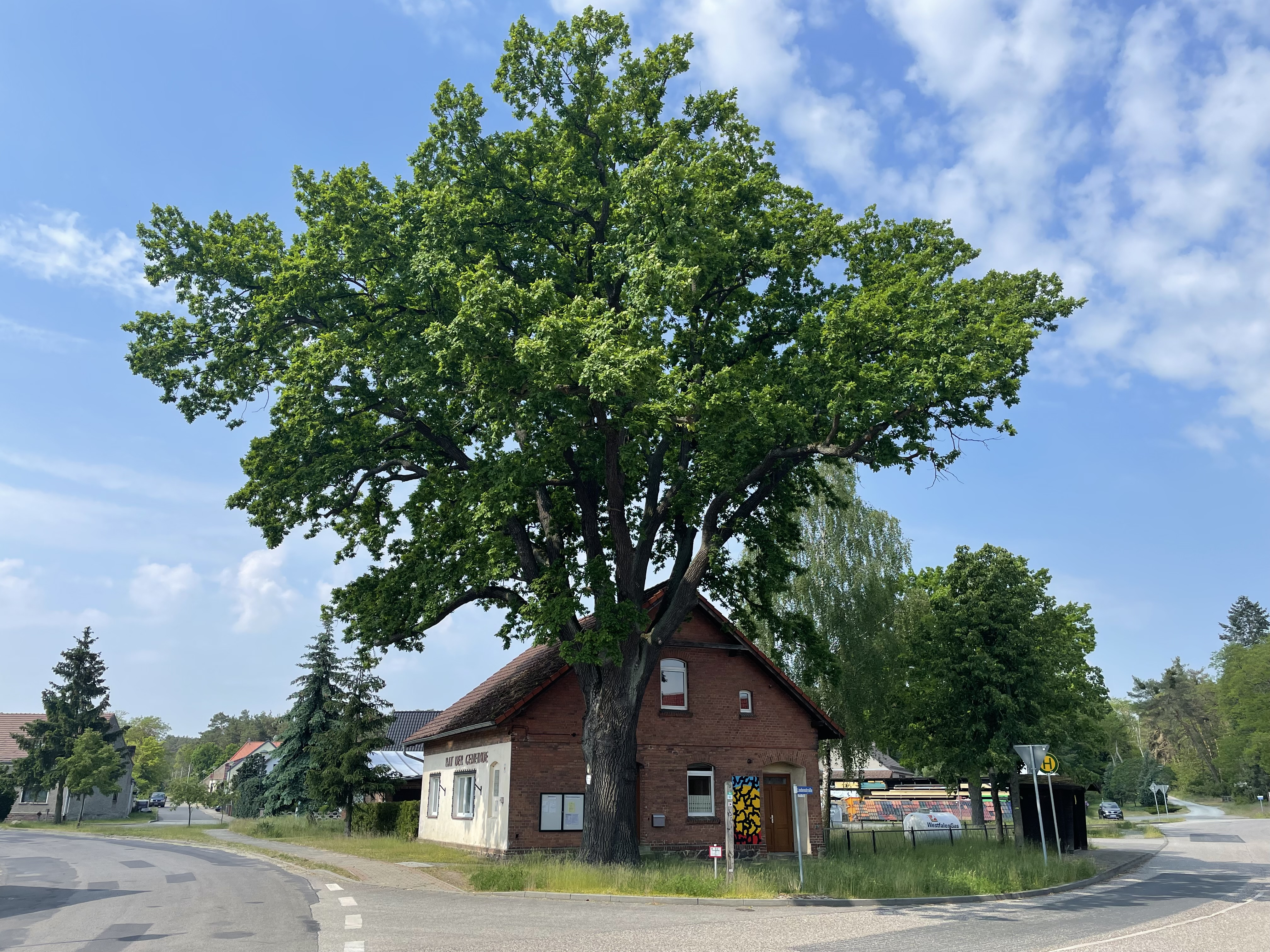
Ortsansicht

Gräben wurde als „Grabonizi“ erstmals am 28. September 992 in einer Urkunde erwähnt, in der  König Otto III. dem Abt Reginald von Memleben im Tausch gegen zwei andere Orte an der mittleren Elbe 21 Orte in den Burgwarden Biederitz und Möckern überließ. Beim Dorffest der Gemeinde am 8. Juli 2017 wurde ein Gedenkstein enthüllt.
Gräben und Rottstock gehörten seit ihrer Gründung zur Markgrafschaft Brandenburg (Kurmark) und kamen erst 1773 mit dem Ziesarischen Kreis zum Herzogtum Magdeburg. Seit 1816 gehörten die Orte dann zum Landkreis Jerichow I in der preußischen Provinz Sachsen und von 1947 bis 1952 zu Sachsen-Anhalt. Nach der DDR-Zeit im Kreis Brandenburg-Land des Bezirks Potsdam kamen sie 1990 wieder zu Brandenburg und 1993 in den Landkreis Potsdam-Mittelmark.

## Bevölkerungsentwicklung
| Jahr | Einwohner |
| ---- | --------- |
| 1875 | 450       |
| 1890 | 460       |
| 1910 | 480       |
| 1925 | 502       |
| 1933 | 504       |
| 1939 | 491       |

| Jahr | Einwohner |
| ---- | --------- |
| 1946 | 752       |
| 1950 | 644       |
| 1964 | 614       |
| 1971 | 592       |
| 1981 | 585       |
| 1985 | 585       |

| Jahr | Einwohner |
| ---- | --------- |
| 1990 | 546       |
| 1995 | 492       |
| 2000 | 496       |
| 2005 | 617       |
| 2010 | 580       |
| 2015 | 531       |

| Jahr | Einwohner |
| ---- | --------- |
| 2016 | 510       |
| 2017 | 522       |
| 2018 | 506       |
| 2019 | 511       |
| 2020 | 498       |
| 2021 | 500       |

Gebietsstand des jeweiligen Jahres, Einwohnerzahl: Stand 31. Dezember (ab 1991), ab 2011 auf Basis des Zensus 2011

## Politik

### Gemeindevertretung
Die Gemeindevertretung von Gräben besteht aus acht Gemeindevertretern und der ehrenamtlichen Bürgermeisterin. Die Kommunalwahl am 26. Mai 2019 führte zu folgendem Ergebnis:
| Partei / Wählergruppe          | Stimmenanteil | Sitze |
| ------------------------------ | ------------- | ----- |
| Freie Bürger und Bauern        | 44,5 %        | 4     |
| FDP                            | 31,0 %        | 2     |
| Einzelbewerber Raik Hafenberg  | 15,1 %        | 1     |
| Einzelbewerberin Rosita Herzog | 09,4 %        | 1     |

### Bürgermeister
- 1998–2019: Siegfried Schröder (Freie Bürger und Bauern)[10]
- seit 2019: Jutta Debler[11]

Debler wurde bei der Bürgermeisterwahl am 9. Juni 2024 ohne Gegenkandidat mit 83,3 % der gültigen Stimmen für eine weitere Amtszeit von fünf Jahren zur ehrenamtlichen Bürgermeisterin gewählt.

## Sehenswürdigkeiten

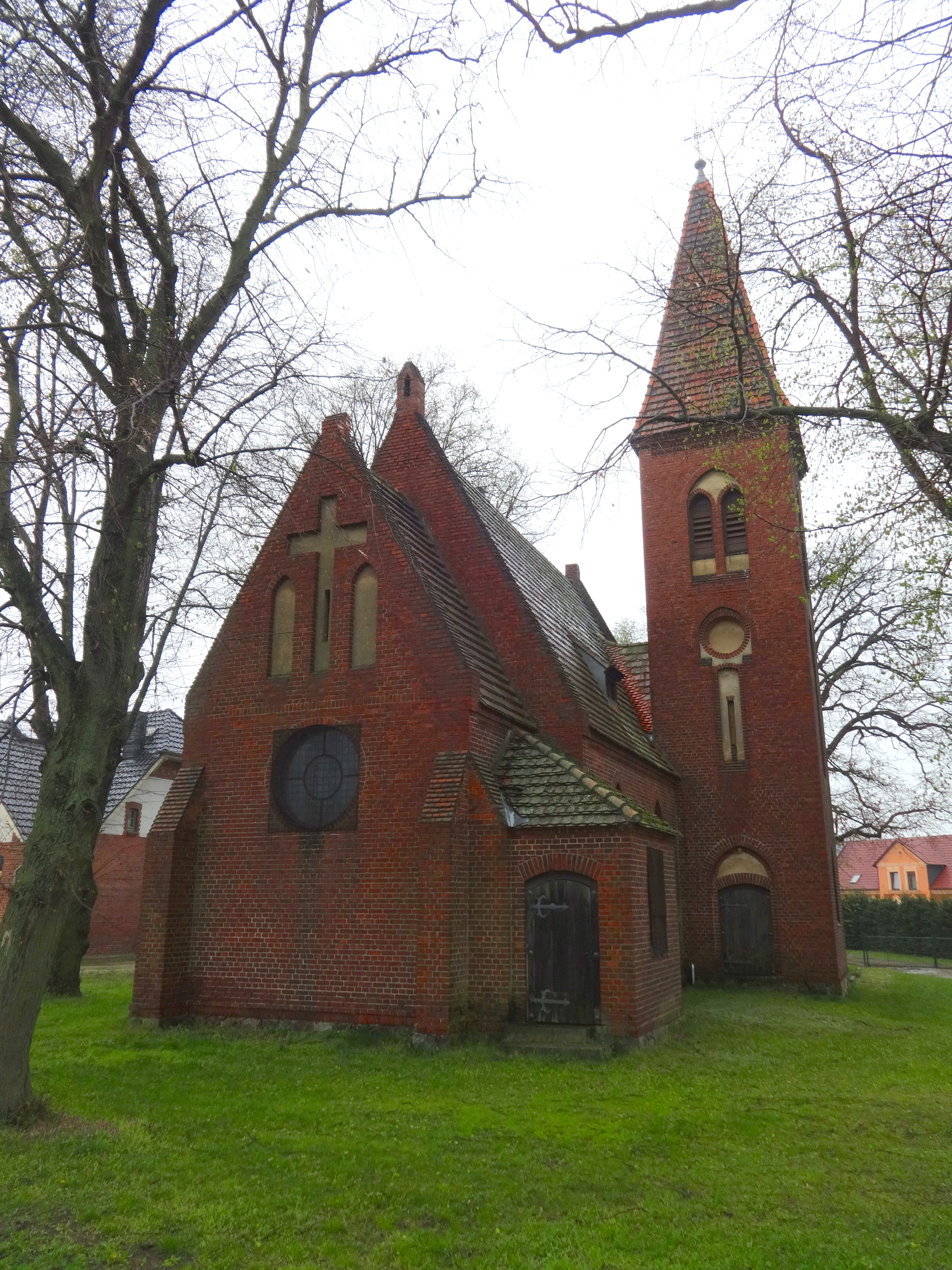
Dorfkirche Rottstock

- Dorfkirche Gräben, entstand vermutlich im 14. Jahrhundert und wurde 1716 nach Osten hin erweitert. In ihrem Innern steht unter anderem ein steiler Kanzelaltar.
- Rittergut mit dem Gutshaus Gräben, ab dem frühen 13. Jahrhundert im Besitz der Familie von Borch, die vor allem Forst- und Landwirtschaft betrieb. Hans von Borch, der Urgroßvater des jetzigen Besitzers, hat um das Jahr 1920 die Anhöhen aufgeforstet, Obst und Spargel angebaut, nach Berlin geliefert und Viehzucht für den Eigenbedarf betrieben. Sein Bild hängt im Wohnraum des umgebauten Schafstalls. Der Grundbesitz (zuletzt 600 ha; vorwiegend Forstfläche) und das Gutshaus wurden im Zuge der Bodenreform 1946 entschädigungslos enteignet. Das Gutshaus diente der Gemeinde als Kindergarten, Flüchtlingsheim und Wohnbereich. Die dadurch durchgeführten Umbauten haben den ursprünglichen Stil des Gutshauses unkenntlich gemacht. 1998 erwarb die Familie von Borch geringe Teile des Anwesens zurück.
- Rittergut mit dem Gutshaus Dahlen, stand im Besitz der Familie von Schierstedt und wurde 1837/38 von Ludwig Persius umgebaut. Das Gutshaus dient heute als Pflegeheim. Der Gutspark Dahlen mit seinen über 200 Jahre alten, teilweise exotischen Bäumen ist ein eingetragenes Naturdenkmal.
- Evangelische Dorfkirche Rottstock, 1900 als schlichter Backsteinbau mit seitlichem Glockenturm in neugotischen Formen durch den Görzker Maurermeister Gommert errichtet, ersetzte den baufällig gewordenen Vorgängerbau, der in der Ortsmitte gestanden hatte. 2015 wurden in der Kirche fünf Glasfenster von Jacques Verheijen eingebaut.[13]
- Dorfkirche Dahlen, entstand vermutlich in der zweiten Hälfte des 17. Jahrhunderts. Im Innern steht unter anderem ein hölzerner Altaraufsatz aus der ersten Hälfte des 18. Jahrhunderts sowie ein Taufengel aus dem Jahr 1719, der im Dehio-Handbuch als von „besonderer Qualität“ bezeichnet wird.
- Wassermühle Gräben: ehemals Getreide- und Sägemühle mit zwei oberschlächtigen Wasserrädern am Verlorenwasserbach

## Verkehr
Gräben liegt an der Landesstraße L 94 zwischen Görzke und der Anschlussstelle Wollin an der A2.